# 待受アプリ
待ち受けアプリ（まちうけアプリ）とは、携帯電話の待受状態で常時起動させておくことができるJavaやBREWなどの携帯アプリのこと。

## 概要
待受アプリの仕様は、携帯電話の事業者によって異なる。iアプリでは、待ち受けアプリ起動中に電話の発信やメールの送信、その他各種機能が使用できる。BREWアプリ、S!アプリでは、電話の発信、メールの送信を行う際に、終話キーで待ち受けアプリを一時停止してから操作する。操作が終了すると、再び待ち受けアプリが再開する。